# Roman Kierznowski
Roman Kierznowski (ur. 24 lutego 1947) – polski brydżysta, Arcymistrz Międzynarodowy, sędzia okręgowy odznaczony brązową odznaką  PZBS (1996), zawodnik Siwik Intertrade BT Mrągowo.

## Wyniki brydżowe

### Zawody krajowe
W rozgrywkach krajowych zdobywał następujące lokaty:
| Drużynowe mistrzostwa Polski | Drużynowe mistrzostwa Polski | Drużynowe mistrzostwa Polski |
| Sezon                        | Drużyna                      | Pozycja                      |
| ---------------------------- | ---------------------------- | ---------------------------- |
| 2006                         | Mrągowia SI Mrągowo          | 2                            |
| 2005                         | Chłodnia Star-Turist Olsztyn | 1                            |
| 2002/03                      | Łączność Olsztyn             | 3                            |
| 2002                         | Łączność Olsztyn             | 3                            |
| 1997                         | Łączność Olsztyn             | 2                            |
| 1989/90                      | Łączność Olsztyn             | 3                            |

| Mistrzostwa Polski teamów | Mistrzostwa Polski teamów | Mistrzostwa Polski teamów | Mistrzostwa Polski teamów |
| Rok                       | Typ                       | Kategoria                 | Pozycja                   |
| ------------------------- | ------------------------- | ------------------------- | ------------------------- |
| 2001                      | Patton                    | Open                      | 1                         |
| 1992                      | IMP                       | Open                      | 2                         |

| Mistrzostwa Polski par | Mistrzostwa Polski par | Mistrzostwa Polski par | Mistrzostwa Polski par |
| Rok                    | Kategoria              | Partner                | Pozycja                |
| ---------------------- | ---------------------- | ---------------------- | ---------------------- |
| 2004                   | Seniorzy               | Andrzej Wilkosz        | 1                      |
| 1997                   | Open IMP               | Jerzy Skrzypczak       | 1                      |

### Olimpiady
W olimpiadach w zawodach uzyskał następujące rezultaty:
| Olimpiady brydżowe. Zawody teamów | Olimpiady brydżowe. Zawody teamów | Olimpiady brydżowe. Zawody teamów    | Olimpiady brydżowe. Zawody teamów | Olimpiady brydżowe. Zawody teamów | Olimpiady brydżowe. Zawody teamów |
| Rok                               | Miejsce                           | Zawody                               | Kategoria                         | Drużyna                           | Pozycja                           |
| --------------------------------- | --------------------------------- | ------------------------------------ | --------------------------------- | --------------------------------- | --------------------------------- |
| 2008                              | Pekin                             | 1 Światowe Zawody Sportów Umysłowych | Seniors                           | Poland                            | 9                                 |

### Zawody światowe
W światowych zawodach zdobył następujące lokaty:
| Mistrzostwa Świata. Konkurencja teamów | Mistrzostwa Świata. Konkurencja teamów | Mistrzostwa Świata. Konkurencja teamów | Mistrzostwa Świata. Konkurencja teamów | Mistrzostwa Świata. Konkurencja teamów | Mistrzostwa Świata. Konkurencja teamów |
| Rok                                    | Miejsce                                | Zawody                                 | Kategoria                              | Drużyna                                | Pozycja                                |
| -------------------------------------- | -------------------------------------- | -------------------------------------- | -------------------------------------- | -------------------------------------- | -------------------------------------- |
| 2005                                   | Estoril                                | 37 Mistrzostwa Świata Teamów           | Seniorzy                               | Poland                                 | 9                                      |
| 2005                                   | Estoril                                | 37 Mistrzostwa Świata Teamów           | Trans                                  | Goraco                                 | 30                                     |
| 2001                                   | Paryż                                  | 35 Mistrzostwa Świata Teamów           | Trans                                  | Cichocki                               | 16                                     |

| Mistrzostwa Świata. Konkurencja par | Mistrzostwa Świata. Konkurencja par | Mistrzostwa Świata. Konkurencja par | Mistrzostwa Świata. Konkurencja par | Mistrzostwa Świata. Konkurencja par | Mistrzostwa Świata. Konkurencja par |
| Rok                                 | Miejsce                             | Zawody                              | Kategoria                           | Partner                             | Pozycja                             |
| ----------------------------------- | ----------------------------------- | ----------------------------------- | ----------------------------------- | ----------------------------------- | ----------------------------------- |
| 1998                                | Lille                               | 10 Mistrzostwa Świata               | Open                                | Krzysztof Łukaszewicz               | 42                                  |

### Zawody europejskie
W europejskich zawodach zdobył następujące lokaty:
| Zawody europejskie. Konkurencja teamów | Zawody europejskie. Konkurencja teamów | Zawody europejskie. Konkurencja teamów | Zawody europejskie. Konkurencja teamów | Zawody europejskie. Konkurencja teamów | Zawody europejskie. Konkurencja teamów |
| Rok                                    | Miejsce                                | Zawody                                 | Kategoria                              | Drużyna                                | Pozycja                                |
| -------------------------------------- | -------------------------------------- | -------------------------------------- | -------------------------------------- | -------------------------------------- | -------------------------------------- |
| 2009                                   | San Remo                               | 4 Otwarte Mistrzostwa Europy           | Seniorzy                               | Goraco                                 | 3                                      |
| 2008                                   | Pau                                    | 49 Mistrzostwa Europy Teamów           | Seniorzy                               | Poland                                 | 4                                      |
| 2005                                   | Bruksela                               | 4 Puchar Europy Teamów                 | Open                                   | Csto-Poland                            | 7                                      |

| Zawody europejskie. Konkurencja par | Zawody europejskie. Konkurencja par | Zawody europejskie. Konkurencja par | Zawody europejskie. Konkurencja par | Zawody europejskie. Konkurencja par | Zawody europejskie. Konkurencja par |
| Rok                                 | Miejsce                             | Zawody                              | Kategoria                           | Partner                             | Pozycja                             |
| ----------------------------------- | ----------------------------------- | ----------------------------------- | ----------------------------------- | ----------------------------------- | ----------------------------------- |
| 2009                                | San Remo                            | 4 Otwarte Mistrzostwa Europy        | Seniorzy                            | Włodzimierz Wala                    | 13                                  |
| 2005                                | Teneryfa                            | 2 Otwarte Mistrzostwa Europy        | Seniorzy                            | Krzysztof Sikorski                  | 11                                  |
| 2001                                | Sorento                             | 11 Mistrzostwa Europy Par           | Open                                | Andrzej Łućko                       | 111                                 |
| 1999                                | Warszawa                            | 10 Mistrzostwa Europy Par           | Open                                | Krzysztof Łukaszewicz               | 137                                 |
| 1997                                | Haga                                | 9 Mistrzostwa Europy Par            | Open                                | Krzysztof Łukaszewicz               | 1                                   |
| 1995                                | Rzym                                | 8 Mistrzostwa Europy Par            | Open                                | Krzysztof Łukaszewicz               | 101                                 |